# Фиртел
Фиртел — ежегодная традиция города Ронсе в Восточной Фландрии (Бельгия). В воскресенье после Дня Святой Троицы проводится праздничное шествие вокруг города Ронсе в честь Святого покровителя Гермеса. Процессия составляет 32,6 км.

## История
Слово «Фиртел» на самом деле обозначает «Рака» и происходит от латинского слова «feretrum», которое обозначает «носилки». В VII веке самые старые шествия намечались в период народных гуляний. В тот период верующие праздновали первое священство церкви. В VII веке это проводилось в День Святой Троицы. Однако в городе Ронсе в его округе принято праздновать этот день в воскресенье после Дня Святой Троицы. В 860 году, в город Ронсе принесли мощи святого Гермеса и именно с этого момента процессия приняла нынешнюю форму. Люди верили в то, что Святой Гермес может излечить их от разных психических расстройств, от головной боли, депрессии и сумасшествия. Они верили в лечебные свойства реликвий и молились за душевное здоровье.
Раньше люди в Ронсе достаточно часто страдали от душевных болезней. Не зря другие города дали людям, живущим в Ронсе, кличку «Дураки из Ронсе» (нидерл. Ronsische zotten). В честь этого прозвища и как наиболее праздничный вариант Фиртела, с 1951 года город Ронсе организует местный карнавал (нидерл. Bommels) в начале января.
Процессия (32,6 км) вокруг города Ронсе считается эквивалентом для паломничества. Больные люди верят, что покровитель Гермес сможет помочь им выздороветь после значительной физической нагрузки. В конце шествия, больной человек должен был спуститься в склеп под церковью Святого Гермеса и попросить о своём выздоровлении. Затем священник должен был окропить голову святой водой и положить столу красного цвета на голову больного. Красный цвет является символом лечебного огня Святого Духа. Затем произносятся молитвы на выздоровление. В 1089 году мощи Святого Гермеса переместили из склепа в раку на носилках. Это дало паломникам возможность ежегодно обносить раку вокруг города, после того как каноники церкви дали разрешение. Традиция выспрашивания разрешения у каноников до сих пор считается обязательной. Это действие также изменило первоначальное значение. Раньше было принято делать шествие вокруг святилища и вокруг могилы святого. После перемещения мощей, получается, что святой якобы сам обходит вокруг святилища. Таким образом, Святой Гермес как будто берёт под защиту целый город Ронсе и его жителей. Он не только охраняет жителей от душевных болезней, но и от нападений окружающих городов. Легенда гласит, что именно поэтому географические границы города Ронсе и путь ежегодной процессии Фиртела остаются всё теми же спустя много лет. Процессия Фиртел уже с самого начала проводится по старейшим дорогам города. Некоторые дороги проложены ещё до римской власти. По этим дорогам паломники проходят по самым красивым местам Ронсe и могут насладиться уникальным видом Фламандских Арден.

## Святой покровитель Гермес
Святой Гермес родился примерно в 120 году до нашей эры. Он был римским мучеником. Поэтому его часто изображают римским воином с мечом и листом от пальмы. Однако в городе Ронсе, его изображают сидящим на лошади, при этом тянущим чёрта на цепи. В Ронсе люди верят, что Гермес в состоянии прогнать беса из головы душевнобольных людей. Из-за этого, в средневековье город Ронсе был важным центром для паломников. Его мощи хранятся в подземном помещении под церковью Святого Гермеса.

## Процессия и церемонии
Не только жители Ронсе могут принимать участие в Фиртел, но и многочисленные гости города. Также не обязательно пройти маршрут до самого конца. Участники сами выбирают этапы или отрезки шествия.
7.00 часов: Месса для паломников в церкви Святого Гермеса
8.00 часов: Перед церковью начинается церемония просьбы вынести раку. При этом мэр города Ронсе просит разрешение у декана. Когда декан даёт разрешение, начинается процессия. Самым первым в процессии идёт человек с двумя колокольчиками в руках. При каждом шаге он должен прозвенеть колокольчиком. Таким образом он определяет темп шествия. Сразу позади него четыре человека несут ларец с останками Святого Гермеса. Во время шествия носителей сменяют другие, так как рака довольно тяжёлая.
10.37 часов: Паломники вспоминают сопротивление всадников против протестантов в 1724 году. Звон колоколов прекращается, и люди идут 150 метров в абсолютной тишине.
12.40 часов — 12.50 часов: Раку Святого Гермеса заносят в часовню «Croix-ou-pile» для короткой молитвы. Паломники по традиции обходят эту часовню три раза как символ, что уже пройдено половину пути (16,5 км).
13.10 часов — 13.20 часов: Когда люди прошли примерно 19 км, на обочине дорог, по которым идёт Фиртел, стоят палатки Красного Креста. Там волонтёры предлагают услуги. Люди могут бесплатно наполнить свою бутылку водой. Также в палатках расположены стульчики с тазиками холодной воды, чтобы охладить усталые ноги. Кроме того, присутствуют медики, которые оказывают первую медицинскую помощь.
13.45 часов — 13.55 часов: Пройдя 21 км, на границе Ронсе и Ваттрипона, организуется особая церемония. Мэр города Ронсe дарит пряник графу Бетюны (нидерл. Prins van Béthune), который является потомком Герарда де Ваудропона (Gérard de Waudrupont). В средневековье он был властным человеком в Ронсе. На прянике нарисовано, как две руки жмут руку вместе с буквами «R» и «W», как символ дружбы. После церемонии этот большой пряник раздают людям.
17.30 часов: Паломники возвращаются к церкви Святого Гермеса.
18.30 часов: Заключительная церемония.